# Аксентійчук Богдан Іванович
Аксентійчу́к Богдан Іванович (2 січня 1950, с. Щитівці Заліщицького району Тернопільської області — 24 серпня 2010) — український лікар, науковець, господарник. Доктор медичних наук. Заслужений лікар України. Генеральний директор ЗАТ «Трускавецькурорт», генеральний директор санаторно-курортного комплексу «Моршинкурорт», Заслужений працівник охорони здоров'я України (2007).

## Життєпис
Закінчив Чортківське медичне училище (1970, нині коледж), Тернопільський медичний інститут (нині університет).
Працював фельдшером, лікарем-урологом, завідував відділом санаторію «Кристал» курорту «Трускавець» (1978—1994); обіймав посаду головного лікаря об'єднання «Трускавецькурорт» (1994—1999); згодом — генерального директора ЗАТ «Трускавецькурорт» (1999—2008); від 2008 — головний лікар санатарно-курортного комплексу «Моршин-курорт» (усі — Львівської області).
Помер 24 серпня 2010 року від раку. Похований на 42 полі Личаківського цвинтаря.

## Доробок
Автор більше 100 науково-практичних праць.